# Fajsławice
Fajsławice – wieś w Polsce położona w województwie lubelskim, w powiecie krasnostawskim, w gminie Fajsławice.
W latach 1975–1998 miejscowość administracyjnie należała do województwa lubelskiego.
Miejscowość jest siedzibą gminy Fajsławice. Leży przy drodze krajowej nr  i drodze wojewódzkiej nr .
Wieś stanowi także sołectwo gminy Fajsławice. Według Narodowego Spisu Powszechnego (III 2011 r.) wieś liczyła 1415 mieszkańców.

## Historia
Historia wsi sięga początków XV wieku. Początkowo nazywana Chwalisławice, w roku 1409 i następnych zapisana Falislauicze, 1441 Ffalissowycze, 1533 Phalszlawycze, dziś Fajsławice.
Ważniejsze fakty z dziejów wsi:
- 1413 r. – pierwsze wzmianki o Fajsławicach. Wieś była wówczas własnością szlachecką[9].
- 1413–1429 r. – dziedzicem Fajsławic był zwierzchnik kolegiaty w Wiślicy – Sięgniew z Rudna[9].
- 1542–1676 r. – Fajsławicami rządził ród Falisławickich, od których pochodzi obecna nazwa miejscowości. W połowie XVI wieku Fajsławice oraz sąsiednie Siedlisk i Suchodół stały się znaczącym ośrodkiem arianizmu.
- XVIII wiek – Fajsławice stały się własnością rodziny Bielskich, a następnie Ołtarzewskich.
- 1757 r. – z inicjatywy ówczesnych panów wsi Fajsławice został zbudowany drewniany kościół pod wezwaniem św. Jana Nepomucena. Usytuowany był on na „Górce poariańskiej”, gdzie obecnie znajduje się stary cmentarz.
- 1791–1795 r. – wybudowano w Fajsławicach nowy kościół według projektu Joachima Hempla.
- 1809 r. – władze Księstwa Warszawskiego utworzyły Samodzielną Gminę Fajsławice.
- 24 sierpnia 1863 r. – powstańcza bitwa pod Fajsławicami. Oddziały powstańców dowodzone przez Krysińskiego, Wagnera i Ruckiego pod komendą naczelną generała Heydenreicha (ps. Kruk) poniosły klęskę w boju z Rosjanami.
- 26 września 1939 r. – Niemcy rozpoczęli atak na Boniewo i Fajsławice. W trakcie trzech faz ataku trwającego cały dzień wojska niemieckie dopiero późnym wieczorem przełamały polską obronę. Najeźdźcy podpalili wiele budynków, między innymi spłonął wtedy budynek Urzędu Gminy w Fajsławicach. Ogółem straty polskie wyniosły 14 żołnierzy, w tym trzech junaków.
- 29 września 1939 r. – Fajsławice zostały zajęte przez wojska sowieckie. Dla utrzymania ładu i porządku powstała milicja obywatelska. Wkroczenie Armii Czerwonej wywołało radość wśród służby dworskiej i uboższej części społeczności wiejskiej.
- 5 października 1939 r. – wojska niemieckie ponownie zajęły Fajsławice. Od tego momentu rozpoczęła się okupacja trwająca niemal pięć lat. Pozostawiła ona po sobie ogromne zniszczenia wśród inwentarza, zabudowy oraz straty w ludności.
- 1999 r. – w wyniku reformy administracyjnej kraju gmina Fajsławice wróciła do powiatu krasnostawskiego.

## Zabytki
- Kościół św. Jana Nepomucena
- Stary dworek wraz z parkiem z końca XIX wieku

## Galeria

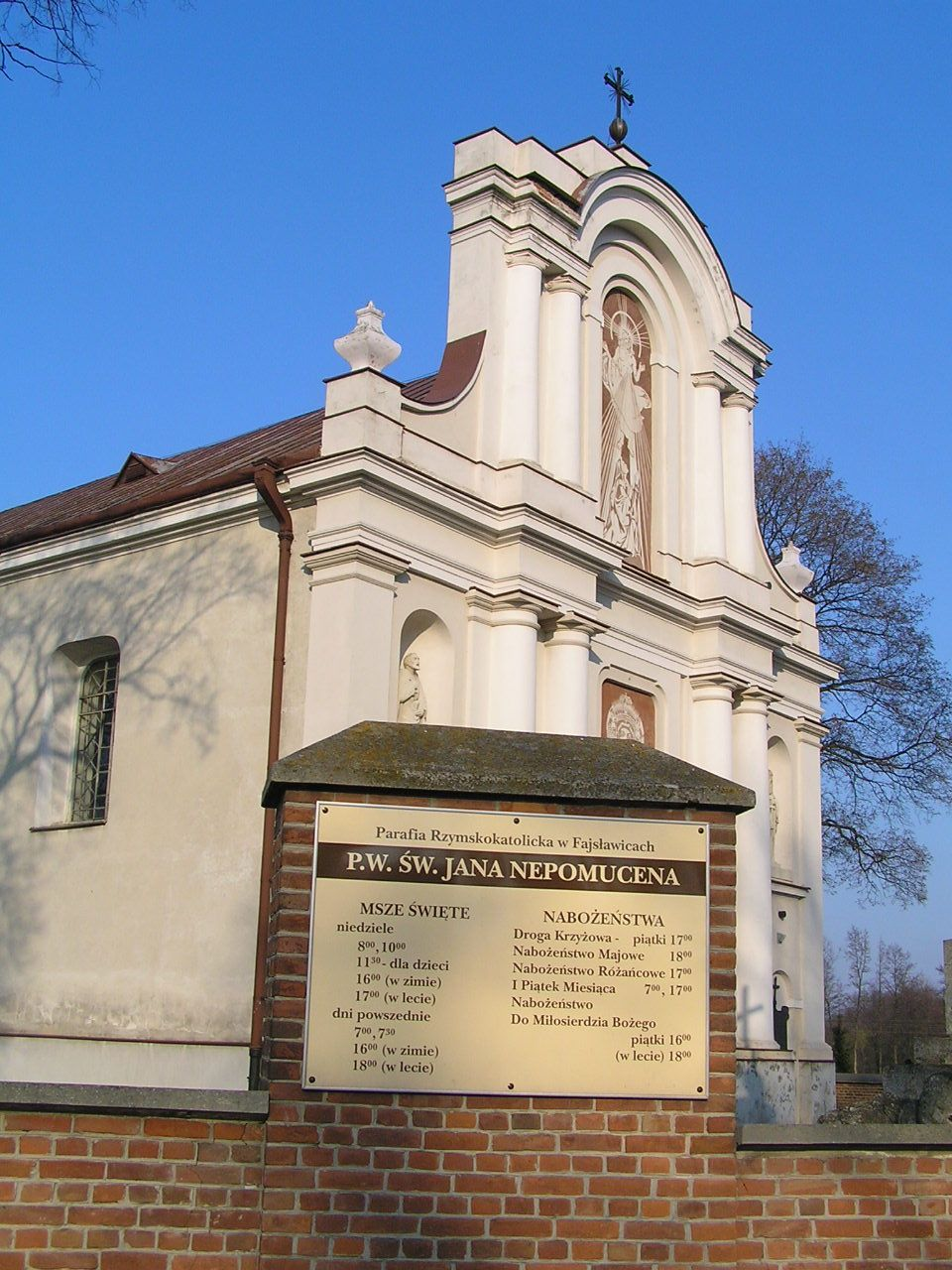
Kościół pw. św. Jana Nepomucena
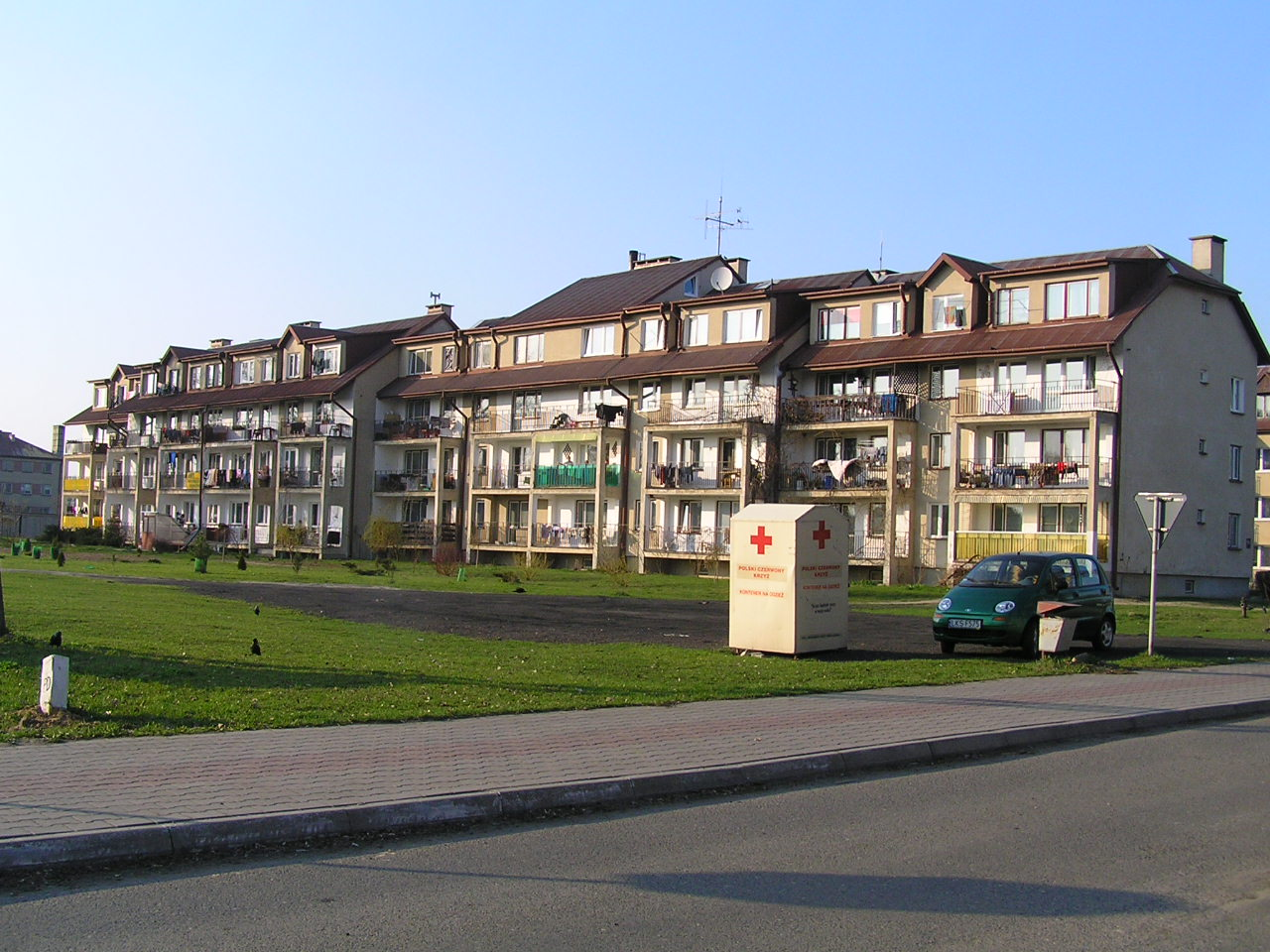
Osiedle mieszkaniowe
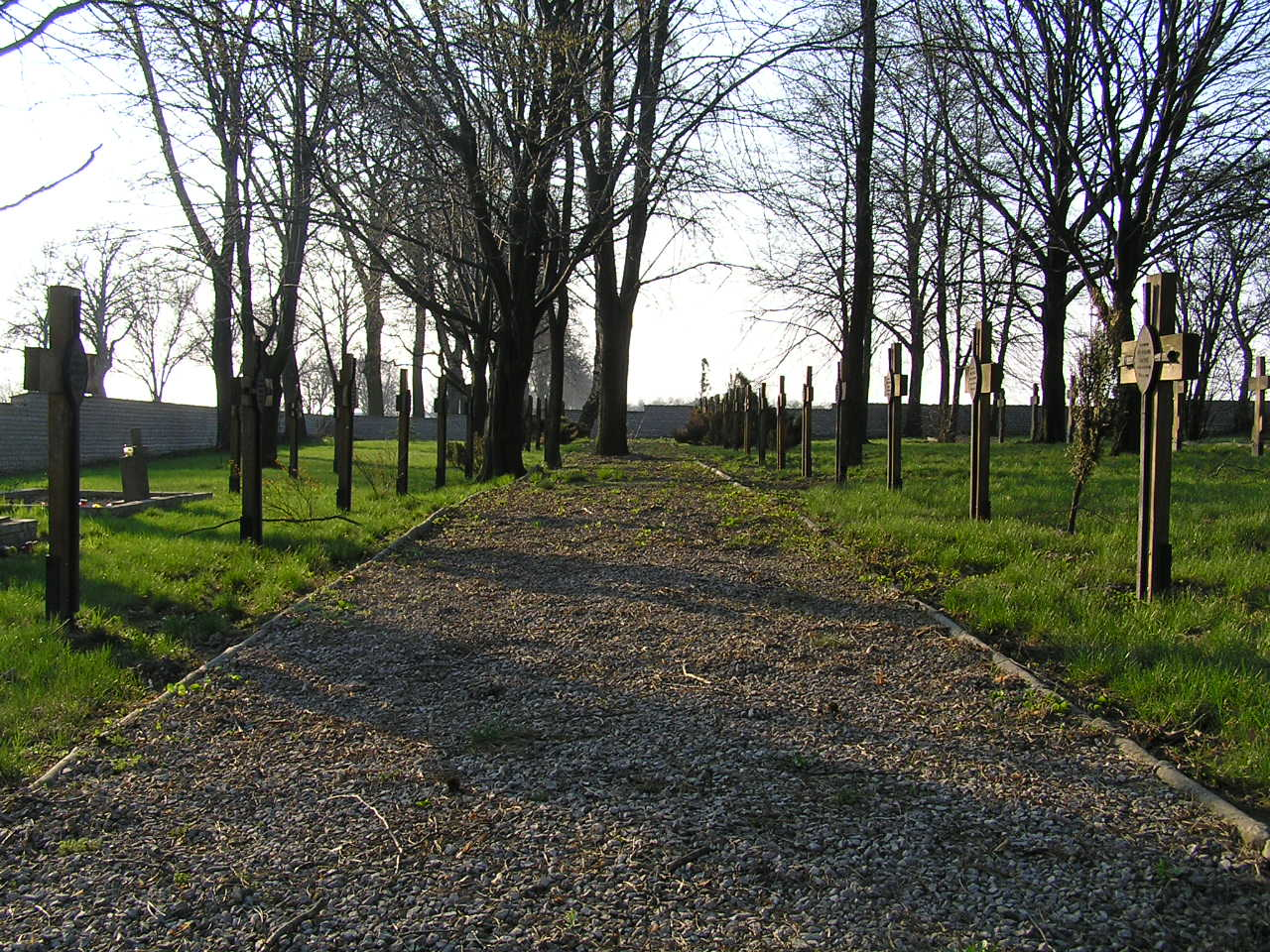
Cmentarz żołnierzy austro-węgierskich, niemieckich i rosyjskich z 1915 roku